# Station Stary Jawor
Station Stary Jawor is een spoorwegstation in de Poolse plaats Jawor.